# Hans de Jode

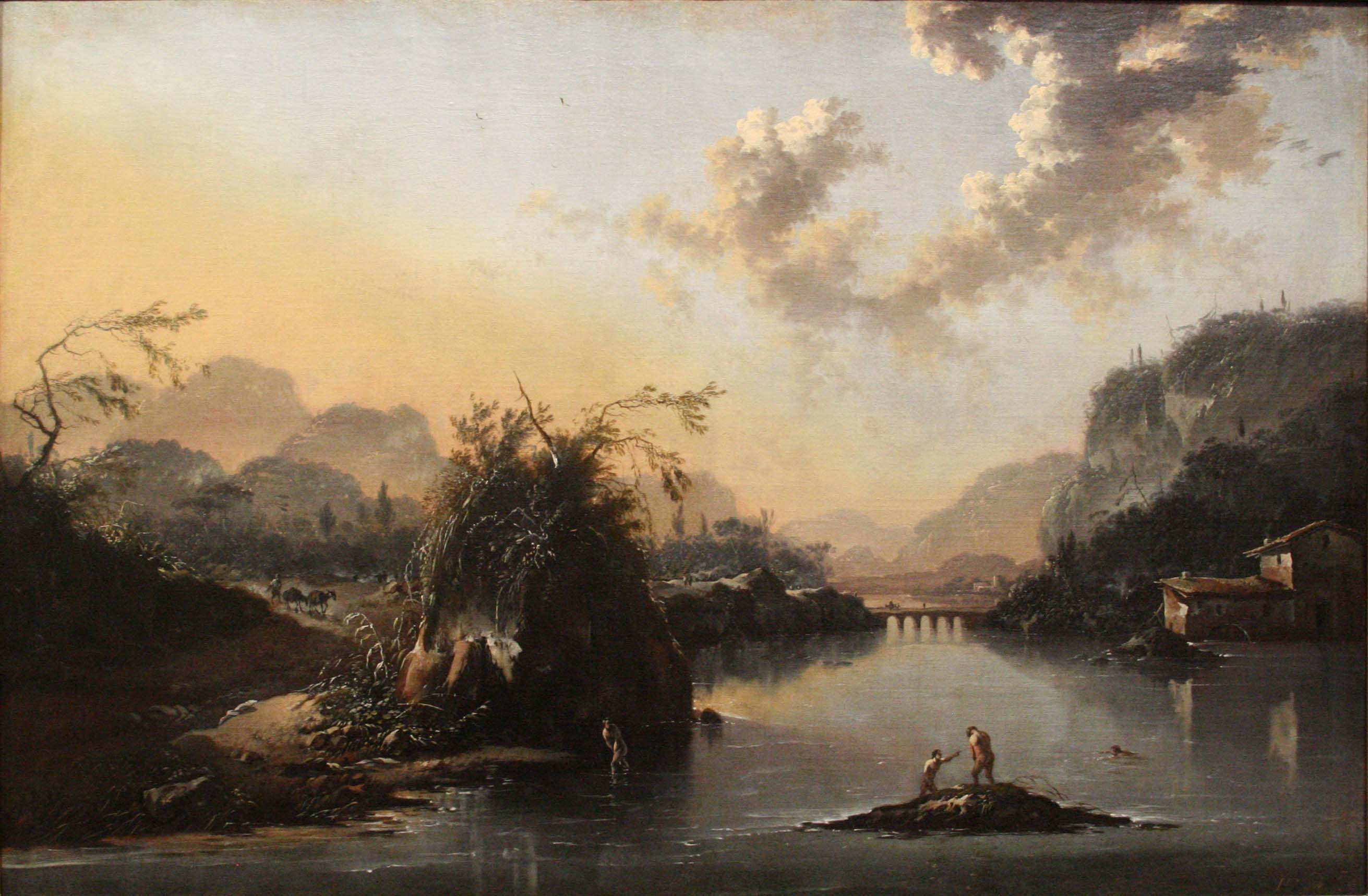
Paesaggio con bagnanti

Hans de Jode (L'Aia, 1630 – Vienna, 1663) è stato un pittore olandese.

## Biografia
Hans (o Jan) de Jode si stabilì a Vienna intorno al 1659 e lì si sposò, nel 1662. Era prima passato per l'Italia (forse anche a Venezia) e aveva ammirato i dipinti di Salvator Rosa, subendone l'influsso. Un po' misteriosa, non sicuramente databile e forse mai avvenuta è la sua presenza ad Istanbul.

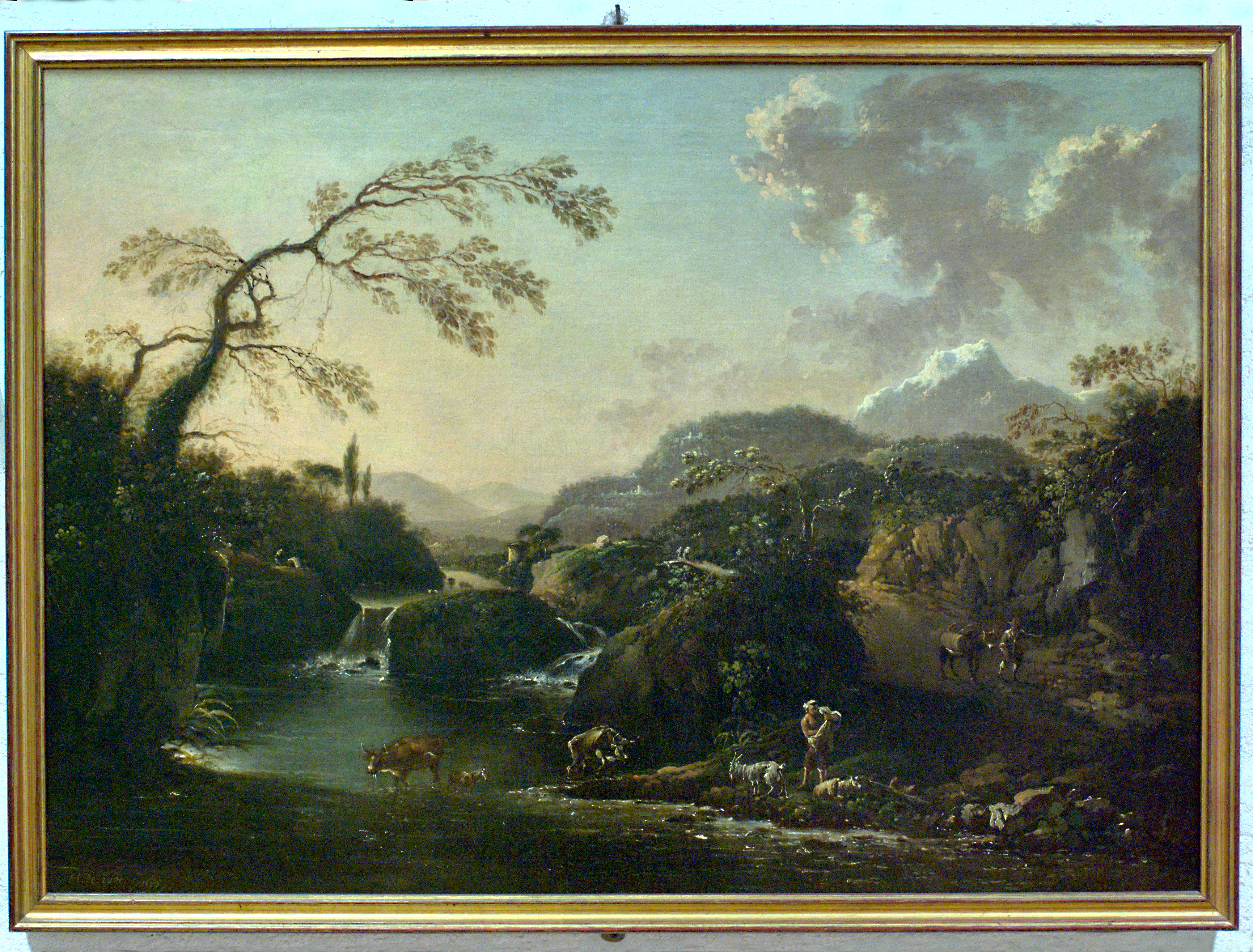
Paesaggio con cascata

Nei vasti e luminosi paesaggi di Hans de Jode, dominati da una fantasia pittorica esaltante, caratterizzati da una pennellata fluida e veloce, tipici per lo schema compositivo a taglio lievemente diagonale, si notano verdeggianti composizioni di macchie di alberi, oppure porti con le acque marine solcate da barche e da navigli di vario tipo, sullo sfondo ampio del cielo.
L'opera esposta al Castello Sforzesco, intitolata Caccia all'orso e dipinta fra il 1650 e il 1663, fa parte del legato De Cristoforis, arrivato al Museo nel 1876: è stata dipinta a Vienna ed è tipica di questo Artista, che introdusse in Austria le più recenti e innovative tendenze del paesaggio di gusto italiano.
Hans de Jode è presente, con un il paesaggio Serraglio a Costantinopoli, del 1659, al Kunsthistorisches Museum di Vienna. Il dipinto fu acquistato dall'arciduca e vescovo Leopoldo Guglielmo d'Austria, grande collezionista di opere pittoriche. Nel paesaggio è rappresentato, con dovizia di particolari e, forse, per la prima volta in un dipinto occidentale, il Palazzo Topkapi; ma le montagne sullo sfondo sono una invenzione dell'Artista.

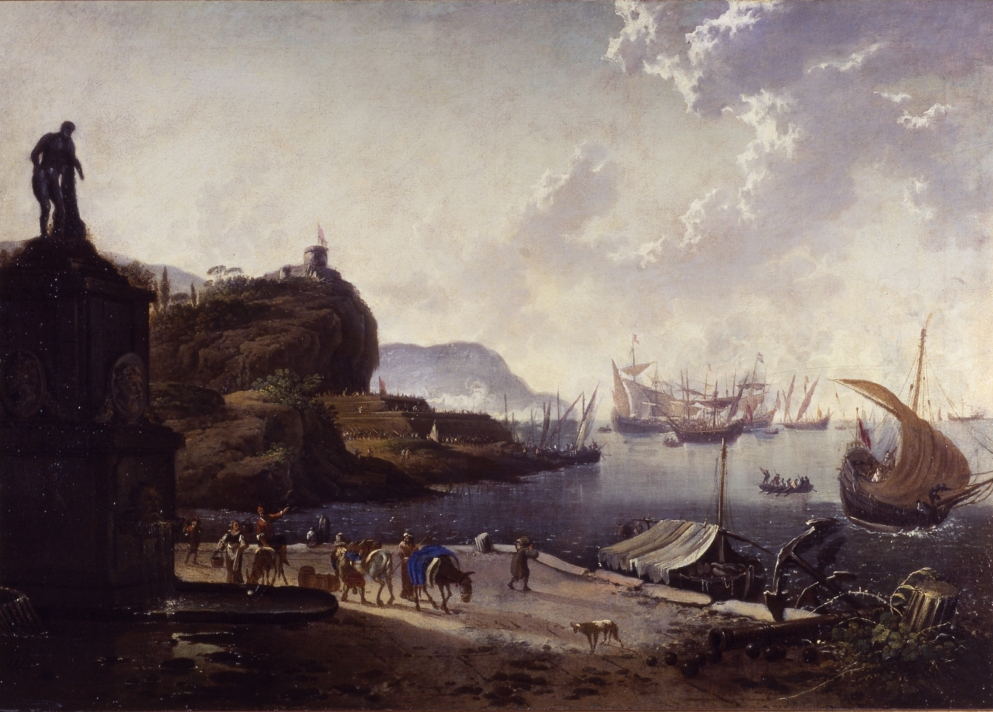
Porto di mare

Furono rubate al Museo di Castelvecchio di Verona, la sera di giovedì 19 novembre 2015 — e poi ritrovate in Ucraina e restituite il 21 dicembre 2016 — diciassette antiche opere pittoriche, tra cui le due tele di Hans de Jode Paesaggio e Porto di mare, 1657.

### Altre opere
- Marina con barche
- Veduta di Costantinopoli
- Porto del Mediterraneo al tramonto, capriccio, olio su tela, cm 75x86.5, c. 1660